# Marcel Roche
Marcel Roche Dugand (Caracas, 15 de agosto de 1920 - Miami, 3 de mayo de 2003) fue un médico, investigador y científico venezolano, nominado en una oportunidad al Premio Nobel de Fisiología o Medicina.

## Trayectoria
Nació en una familia acomodada de origen francés. Su padre, Luis Roche fue un urbanista reconocido a nivel nacional e internacional. Su educación secundaria se llevó a cabo en París, Francia, donde se graduó en 1938. Posteriormente, se trasladó a los Estados Unidos. y obtiene una licenciatura en Ciencias en el Universidad Saint Joseph de Filadelfia, a raíz de los estudios de medicina en la Escuela de Medicina Johns Hopkins, en Baltimore. Después de su graduación en 1946, se especializó en endocrinología y medicina nuclear. Antes de regresar a Venezuela en 1951, llevó a cabo investigación biomédica en el New York Institute of Public Health.
En Venezuela, Roche comenzó varios trabajos pioneros como profesor adjunto de la Universidad Central de Venezuela sobre el bocio, la anquilostomiasis y las deficiencias nutricionales y anemias, especialmente entre los pobres y los aborígenes.
En 1952 junto al médico Francisco De Venanzi el Dr. Roche organiza un instituto científico de carácter privado bajo el auspicio de la Fundación Luis Roche, promovida por su padre. La nueva organización se denominó Instituto de Investigaciones Médicas Fundación Luis Roche (IIMFLR), y servía como alternativa al Instituto Venezolano de Neurología e Investigaciones Cerebrales (IVNIC) fundado por el Dr. Humberto Fernández Morán utilizando recursos del gobierno nacional. El IIMFLR agrupaba tanto a médicos como a estudiantes de medicina interesados en hacer ciencia de interés universal pero a partir de problemas nacionales o locales de la medicina y otros relacionados con la fisiología y química. El IIMFLR funcionó en una quinta de la urbanización Altamira donde trabajaban 35 personas, entre investigadores, técnicos, estudiantes y secretarias, que compartían los laboratorios además de su propia biblioteca. Cinco de los investigadores eran a dedicación exclusiva, lo cual era una novedad en la época porque significaba que vivían exclusivamente de sus sueldos de hacer ciencia. 
Al caer la dictadura del general Marcos Pérez Jiménez en 1958 se inició un período de revisión de las obras edificadas durante su gestión, el IVNIC entre ellas. En aquel entonces, el Ministerio de Sanidad y Asistencia Social designó al Dr. Roche como presidente de una comisión científica asesora para evaluar el funcionamiento del IVNIC y proponer una profunda reestructuración organizativa, debido a que su radio de acción se concentraba exclusivamente en la investigación básica y aplicada del sistema nervioso. La superespecialización que caracterizaba al antiguo IVNIC dio paso a una propuesta multidisciplinaria, en la que los investigadores tenían completa libertad para desarrollar sus líneas de investigación. A pesar de que la nueva institución hereda la infraestructura concluida y en construcción del IVNIC, la mayor parte del personal científico fundador provino del IIMFLR. El Dr. Roche fue nombrado como el primer director del IVIC y para mayo de 1960 la plantilla contaba con 26 investigadores, 14 nacionales y 12 extranjeros, además de 7 estudiantes venezolanos. En sus primeros años el número de investigadores del IVIC creció rápidamente hasta alcanzar 54 en 1967, y se instaló una biblioteca científica para el uso del personal de dicho instituto. 
En 1958 el Dr. Roche también se convirtió en el secretario general de la Asociación Venezolana para el Avance de la Ciencia (ASOVAC). El Dr. Roche se interesó y apoyó el desarrollo de la antropología y el estudio de la historia y la sociología de la ciencia.  Fue pionero, junto a Hebe Vessuri, Olga Gasparini y Yajaira Freites, en el desarrollo de los Estudios Sociales de la Ciencia en Venezuela. Contribuyó de manera determinante en la institucionalización de este campo en el país, a través de la creación de programas de posgrados.
Fue fundador y director del Consejo Nacional Venezolano de Investigaciones Científicas y Tecnológicas (CONICIT) y la revista Interciencia, así como colaborador en la publicación de varios otros periódicos científicos. El Dr. Roche también fue un pionero en el área de la comprensión pública de la ciencia y en la producción de programas de televisión y películas documentales sobre temas científicos. El Dr. Roche era muy activo en la promoción de la ciencia y participó en muchas organizaciones nacionales e internacionales que promueven la ciencia. Dr. Roche fue asesor de la OMS, la UNESCO, Gobernador de la Agencia Internacional de la Energía Atómica (1958-1960), y fue miembro y presidente del Consejo de la Universidad de las Naciones Unidas en Tokio, y el secretario de la Academia Mundial de Ciencias, y miembro del Consejo de la  Conferencia Pugwash, opuesto al uso bélico del átomo fundado por Albert Einstein, de 1976 a 1991.
Recibió muchos honores y condecoraciones de Bélgica, Alemania, Francia, Estados Unidos, India y Brasil. Ganó el Premio Kalinga de la UNESCO en 1987 por su trabajo científico y promotor de la ciencia en Venezuela.

## Publicaciones
- Roche M. (1974). « Science in Venezuela: Implications of the Scientific Census of 1970-71 », Science Studies, vol. 4, n.º 4, p. 397-405.
- Roche M. (1975). Descubriendo a Prometeo (Ensayos sobre ciencia y tecnología en Venezuela), Caracas: Monte Ávila.
- Roche M. (1982). « Apuntes para una historia de la ciencia en Venezuela », in Aguilera, M., Rodríguez, V. et Yero, L. (éd.) (1982). La participación de la comunidad científica frente a las alternativas del desarrollo, Caracas: AsoVAC, p. 13-41.
- Roche M. (1986). « ¿Ha contribuido la ciencia al desarrollo? », Interciencia, vol. 11, n.º 5, oct., p. 216-220.
- Roche M. (1987). « El discreto encanto de la marginalidad. Historia de la Fundación Luis Roche », in Vessuri, H. (éd.) (1987).
- Roche, M. (1987)« Las instituciones científicas en la historia de la ciencia en Venezuela», Caracas: Fondo Editorial Acta Científica Venezolana, p. 209-248.
- Roche M. (1988). « Mi compromiso con la ciencia», Caracas: Monte Ávila.
- Roche M. et Freites Y. (1982). « Producción y flujo de información científica en un país periférico americano (Venezuela) », Interciencia, vol. 7, n.º 5, p. 279-290.
- Roche M. et Freites Y. (1992). « Rise and Twilight of the Venezuelan Scientific Community », Scientometrics, vol. 23, n.º 2, p. 267-289.